# 米歇爾半島
66°20′S 110°32′E / 66.333°S 110.533°E
米歇爾半島是南極洲的半島，位於風車行動群島東部，處於奧布萊恩灣和斯帕克斯灣之間，長4.6公里、寬3.7公里，該半島根據美國海軍拍攝的空中照片繪入地圖。